# The Worst Kept Secret Tour
The Worst Kept Secret Tour è stato il secondo tour ufficiale del gruppo musicale statunitense Fifth Harmony creato per promuovere il loro EP Better Together (2013). Il gruppo ha realizzato questo tour in contemporanea con il Neon Lights Tour di Demi Lovato, del quale erano una delle band di apertura. Il tour era pianificato per aver luogo prima del tour di Demi Lovato, il quale è stato poi slittato.

## Background
Il tour è stato creato per promuovere il primo EP della band dal titolo Better Together. La tournée è iniziata il 12 febbraio 2014 a Ventura ed è terminata il 12 febbraio 2014 a Buffalo. Il tour era pianificato per aver luogo prima del tour di Demi Lovato, il quale è stato poi slittato.

## Scaletta del tour
1. Me & My Girls
2. Better Together
3. One Wish
4. Tellin’ Me
5. Who Are You
6. Honeymoon Avenue (cover di Ariana Grande)
7. Leave My Heart Out of This
8. Independent Women (cover delle Destiny's Child)
9. Don't Wanna Dance Alone
10. Miss Movin' On (mash-up con I Knew You Were Trouble di Taylor Swift)
11. Anything Could Happen(cover di Ellie Goulding)